# Oier Zarraga
Oier Zarraga (Getxo, 1999. január 4. –) spanyol labdarúgó, az olasz Udinese középpályása.

## Pályafutása
Zarraga a spanyolországi Getxo városában született. Az ifjúsági pályafutását az Athletic Bilbao akadémiájánál kezdte.
2017-ben mutatkozott be a Baskonia felnőtt keretében. 2019-ben az első osztályban szereplő Athletic Bilbaóhoz igazolt. Először a 2020. október 18-ai, Levante ellen 2–0-ra megnyert mérkőzés 71. percében, Unai López cseréjeként lépett pályára. Első gólját 2022. március 7-én, szintén a Levante ellen hazai pályán 3–1-es győzelemmel zárult találkozón szerezte meg. 2023. július 1-jén négyéves szerződést kötött az olasz első osztályban érdekelt Udinese együttesével.

## Statisztikák
2023. június 4. szerint
| Klub            | Szezon   | Osztály  | Bajnokság | Bajnokság | Kupa és Ligakupa | Kupa és Ligakupa | Nemzetközi | Nemzetközi | Összesen | Összesen |
| Klub            | Szezon   | Osztály  | Meccs     | Gól       | Meccs            | Gól              | Meccs      | Gól        | Meccs    | Gól      |
| --------------- | -------- | -------- | --------- | --------- | ---------------- | ---------------- | ---------- | ---------- | -------- | -------- |
| Athletic Bilbao | 2020–21  | La Liga  | 5         | 0         | 0                | 0                | —          | —          | 5        | 0        |
| Athletic Bilbao | 2021–22  | La Liga  | 31        | 1         | 4                | 0                | —          | —          | 35       | 1        |
| Athletic Bilbao | 2022–23  | La Liga  | 26        | 0         | 6                | 1                | —          | —          | 32       | 1        |
| Athletic Bilbao | Összesen | Összesen | 62        | 1         | 10               | 1                | 0          | 0          | 72       | 2        |
| Összesen        | Összesen | Összesen | 62        | 1         | 10               | 1                | 0          | 0          | 72       | 2        |

## Sikerei, díjai
Athletic Bilbao
- Copa del Rey
  - Döntős (1): 2020–21

- Spanyol Szuperkupa
  - Győztes (1): 2020–21
  - Döntős (1): 2021–22